# 8 Metre

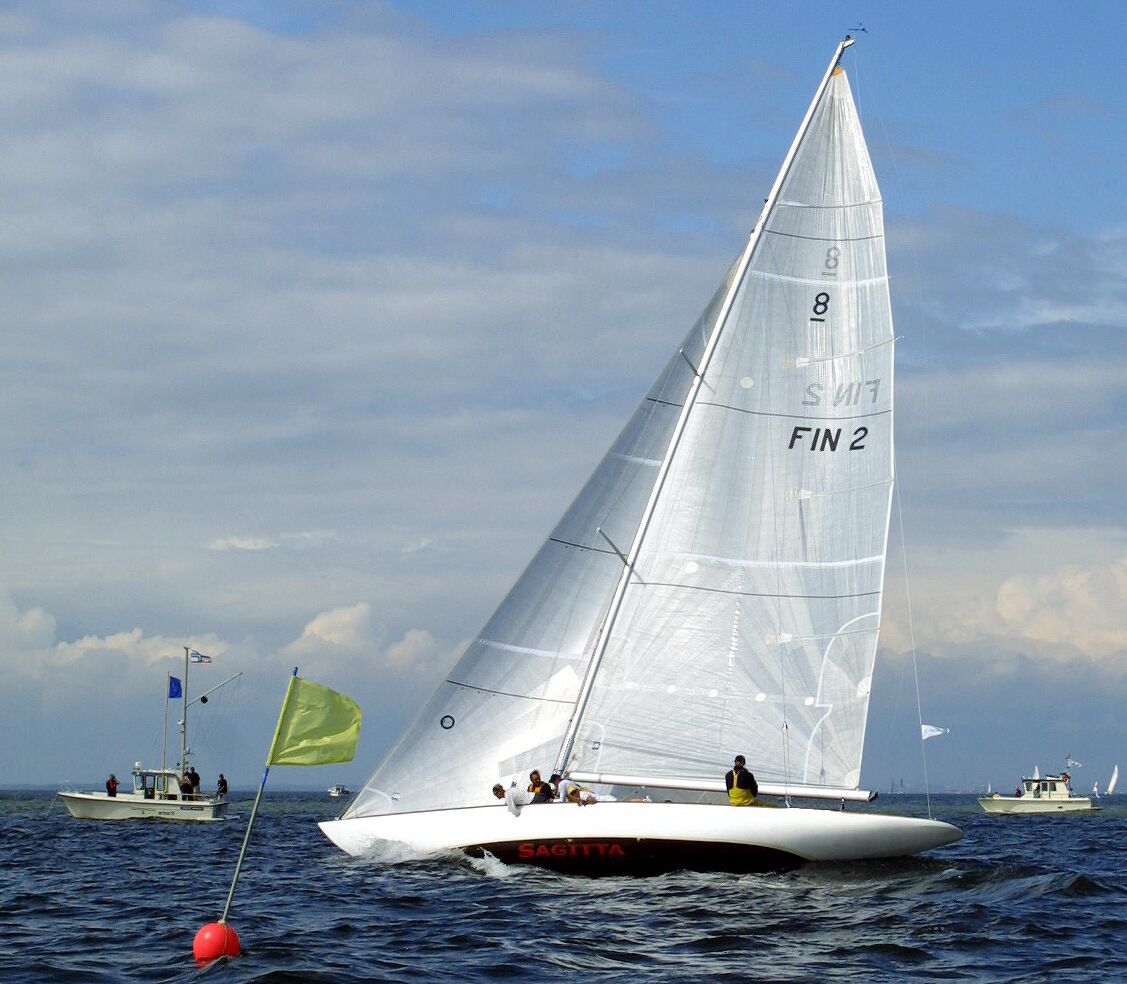
A embarcação Sagitta é um dos exemplos mais conhecidos da classe 8 Metre.

A classe internacional dos 8 metros, internacionalmente conhecida como 8 Metre, é uma classe de iates clássicos de corrida. Geralmente, os barcos desta classe têm, em média, 16,5 metros de comprimento. Em seu apogeu, as Meter Classes eram o grupo mais importante de classes internacionais de corridas de iates e ainda são disputadas ativamente em todo o mundo. As primeiras embarcações desta classe foram construídas em 1907, e a classe esteve presente nos Jogos Olímpicos de Verão de 1908 a 1936, em sete edições.
A Regra Internacional foi criada em 1907 para substituir o sistema de handicap anterior, que muitas vezes era local ou, na melhor das hipóteses, nacional, e também muito simples, produzindo barcos extremos que eram rápidos, mas de construção leve e pouco práticos. Até 1914, os iates de 8 metros eram tradicionalmente gaff. Isso mudou com o lançamento do Ierne pelo estaleiro Fife, tornando-se o primeiro iate da classe usando o equipamento Bermuda. Com o tempo, as plataformas das Bermudas se tornaram mais populares graças a um cruzeiro muito mais conveniente. Durante a década de 1980, muitas classes de veleiros antigos experimentaram um renascimento do interesse. A classe passou por um renascimento que continuou até hoje, com muitos iates antigos restaurados ou reconstruídos para condições de corrida.